# Панн (Мёрт и Мозель)
Панн (фр. Pannes) — коммуна во французском департаменте Мёрт и Мозель региона Лотарингия. Относится к  кантону Тиокур-Реньевиль.

## География

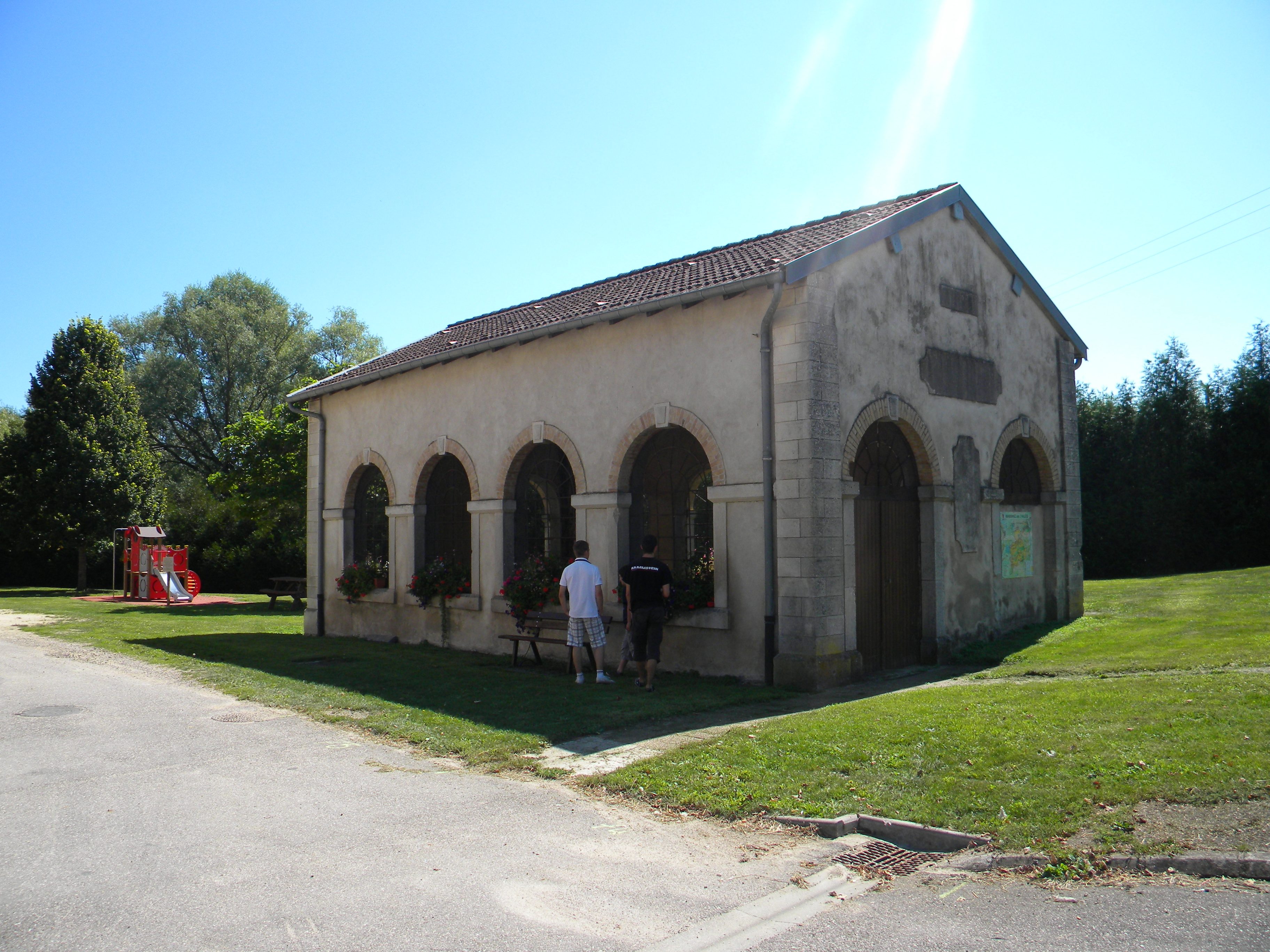
Лавуар.

Панн расположен в 35 км к юго-западу от Меца и в 39 км к северу от Нанси. Соседние коммуны: Бене-ан-Воэвр на севере, Буйонвиль и Тиокур-Реньевиль, Эссе-э-Мезре на юге, Нонсар-Ламарш и Ламарш на западе.

## История
- На территории коммуны в XIX веке были найдены многочисленные предметы галло-романского периода.
- Древнеримский мост, называемый En Chariat, был разрушен в 1840 году.

## Демография
Население коммуны на 2010 год составляло 185 человек.
| 1962 | 1968 | 1975 | 1982 | 1990 | 1999 | 2010 |
| ---- | ---- | ---- | ---- | ---- | ---- | ---- |
| 169  | 166  | 137  | 130  | 149  | 146  | 185  |

## Достопримечательности
- Следы древнеримского тракта.
- Церковь XVIII века, частично была разрушена в Первую мировую войну.